# Fahy-lès-Autrey
Fahy-lès-Autrey là một xã thuộc tỉnh Haute-Saône trong vùng Bourgogne-Franche-Comté phía đông nước Pháp.